# Leopold Ahlsen

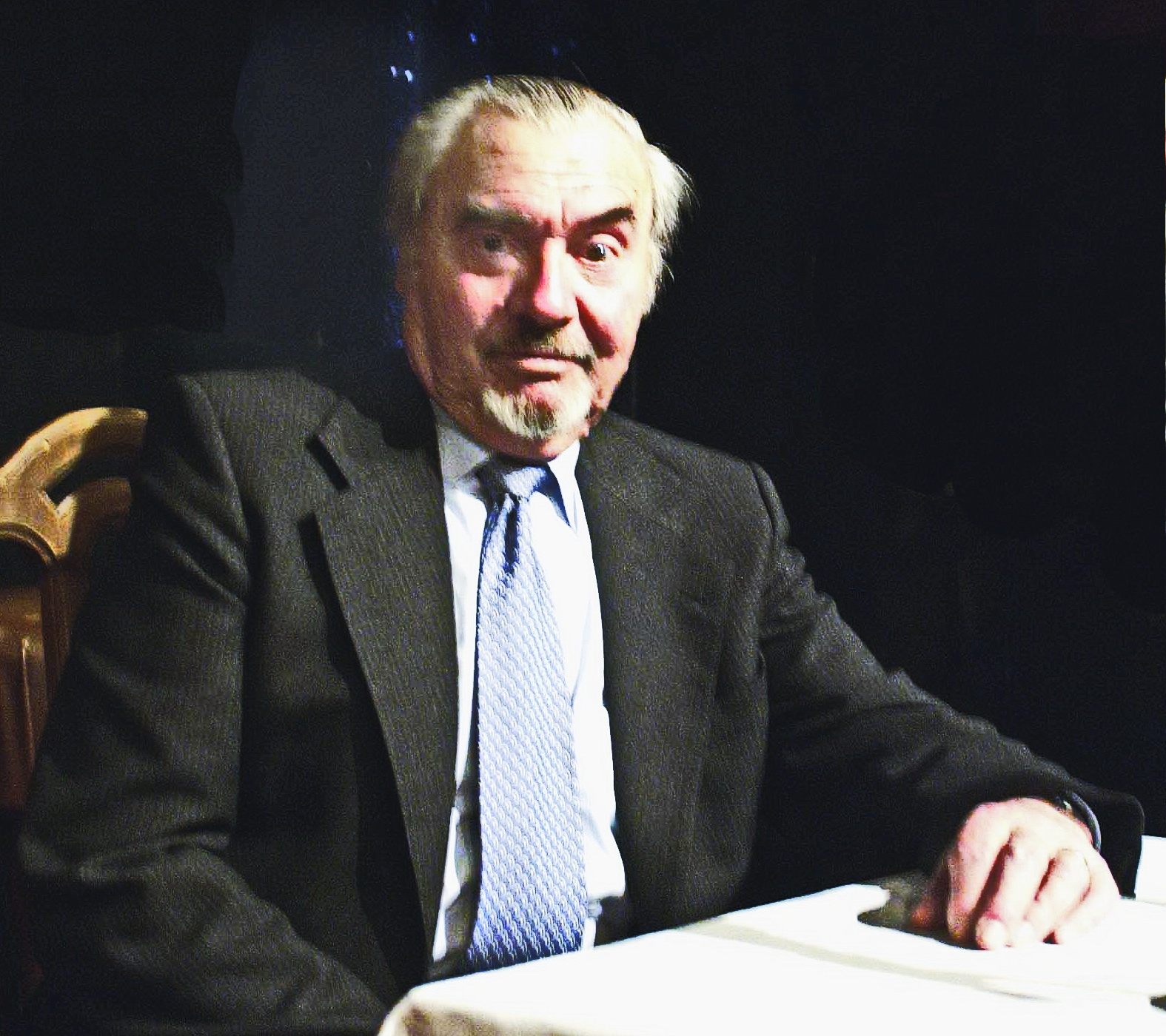
Leopold Ahlsen, 2002

Leopold Ahlsen (* 12. Januar 1927 in München; † 10. Januar 2018 ebenda; eigentlich: Helmut Alzmann) war ein deutscher Schriftsteller und Theaterregisseur.

## Leben und Wirken
Ahlsen wurde als Sohn des Beamten Max Alzmann und der Margarete Alzmann geboren. Bereits während der Schulzeit schrieb er erste Stücke. Im Jahre 1943 wurde er Luftwaffenhelfer. In den letzten Kriegswochen kam er noch zum Fronteinsatz. Im Anschluss an den Besuch der Oberschule studierte er ab 1945 in München Germanistik, Philosophie und Theaterwissenschaften und absolvierte eine Schauspielausbildung an der Deutschen Schauspielschule in München. Nach dem Studium war er zunächst als Schauspieler und Regisseur von 1947 bis 1949 an verschiedenen süddeutschen Tourneetheatern tätig, wechselte aber 1949 zum Bayerischen Rundfunk, wo er bis 1960 als Lektor in der Abteilung Hörspiele tätig war.
Vielgespielt in der zweiten Hälfte der 1950er und in der ersten Hälfte der 1960er Jahre war sein auf dem 1955 ausgestrahlten Hörspiel Philemon und Baucis beruhendes, gleichnamiges Schauspiel. Den von Ovid in den Metamorphosen überlieferten Mythos des alten, in Liebe verbundenen Ehepaares überträgt Ahlsen in das Jahr 1944, in das von deutschen Truppen besetzte Griechenland. Die beiden Alten, Nikolas und Marulja, pflegen und verstecken aus Barmherzigkeit drei verletzte deutsche Soldaten. Als sie entdeckt werden, lässt ein gnadenloser Partisanenführer das Ehepaar standrechtlich als Verräter verurteilen und hängen. Ihrem letzten Wunsch gemäß sterben sie miteinander.
Von etwa 1960 an arbeitete Leopold Ahlsen als freier Schriftsteller. Seit 1968 arbeitete er vorwiegend für das Fernsehen. 1968 erschien sein erster Roman Der Gockel vom goldenen Sporn.
Leopold Ahlsen verfasste zahlreiche Hör- und Fernsehspiele, Dramen und Schulfunksendungen. Besonders bekannt wurden in den 1970er Jahren die jeweils mehrteiligen Fernsehfilme Die merkwürdige Lebensgeschichte des Friedrich Freiherrn von der Trenck, Des Christoffel von Grimmelshausen abenteuerlicher Simplizissimus und Wallenstein, für die er die Drehbücher schrieb. 1984 schuf er für das Münchner Volkstheater eine bayerische Fassung von Der zerbrochne Krug. Er war von 1971 an Mitglied des P.E.N.-Zentrums Deutschland und Mitglied der Münchner Turmschreiber.
Verheiratet war er mit Ruth, geb. Gehwald.

## Werke (Auswahl)
- Zwischen den Ufern (1952, Theaterstück)
- Pflicht zur Sünde (1952, Theaterstück)
- Wolfszeit (1954, Theaterstück)
- Die Bäume stehen draußen (1955, zunächst als Hörspiel, Uraufführung der Theaterversion 1956 in München)
- Philemon und Baucis (1956, Uraufführung 1956 an den Münchner Kammerspielen)
- Raskolnikoff (Uraufführung 1960 im Schloßparktheater Berlin, Titelrolle: Klaus Kammer)
- Sie werden sterben, Sire (1964, Theaterstück)
- Der arme Mann Luther (1967, Theaterstück nach dem Fernsehspiel von 1965)
- Der Gockel vom goldenen Sporn alias Jakob Hyronimus C. Nymphenburger Verlagshandlung, München 1981, ISBN 3-485-00409-X
- Vom Webstuhl zur Weltmacht. Roman nach dem Fernsehfilm Vom Webstuhl zur Weltmacht. Verlagsanstalt Bayerland, Dachau 1983, ISBN 3-922394-26-4
- Die Wiesingers (1984)

## Filmografie
- 1956: Philemon und Baucis
- 1958: … und nichts als die Wahrheit – (nach Der Fall Deruga von Ricarda Huch)
- 1959: Raskolnikoff – (nach Schuld und Sühne von Fjodor Dostojewski)
- 1960: Am Galgen hängt die Liebe (nach Philemon und Baucis)
- 1961: Sansibar – (nach Sansibar oder der letzte Grund von Alfred Andersch)
- 1962: Alle Macht der Erde
- 1963: Kleider machen Leute – (nach Kleider machen Leute von Gottfried Keller)
- 1964: Sie werden sterben, Sire
- 1965: Der arme Mann Luther
- 1965: Der Ruepp – (nach Der Ruepp von Ludwig Thoma)
- 1968: Berliner Antigone – (nach Die Berliner Antigone von Rolf Hochhuth)
- 1969: Langeweile – (nach einer Erzählung von Maxim Gorki)
- 1970: Menschen – (nach Gewesene Leute von Maxim Gorki)
- 1971: Sterben – (nach Sterben von Arthur Schnitzler)
- 1971: Birnbaum und Hollerstauden – (nach einem Volksstück von Joseph Maria Lutz)
- 1972: Fettaugen
- 1973: Die merkwürdige Lebensgeschichte des Friedrich Freiherrn von der Trenck
- 1973: Eine egoistische Liebe – (nach Söhne und Liebhaber von D. H. Lawrence)
- 1974: Tod in Astapowo
- 1975: Der Wittiber – (nach Der Wittiber von Ludwig Thoma)
- 1975: Des Christoffel von Grimmelshausen abenteuerlicher Simplizissimus
- 1977: Die Dämonen – (nach Die Dämonen von Fjodor Dostojewski)
- 1978: Der harte Handel – (nach einem Roman von Oskar Maria Graf)
- 1978: Wallenstein – (nach Wallenstein von Golo Mann)
- 1978: Der große Karpfen Ferdinand und andere Weihnachtsgeschichten
- 1978–1989: Der Alte (7 Folgen)[6]
- 1980: Defekte
- 1980: Das Fräulein – (nach Das Fräulein von Ivo Andrić)
- 1980: Kreuzfahrten eines Globetrotters – (nach Kurzgeschichten von W. Somerset Maugham)
- 1981: François Villon
- 1982: Der gutmütige Grantler
- 1983: Tiefe Wasser – (nach einem Roman von Patricia Highsmith)
- 1983: Vom Webstuhl zur Weltmacht – (nach Kauf dir einen Kaiser von Günter Ogger)
- 1984: Die Wiesingers
- 1985: Der Selbstmord (Folge 89 der Krimiserie Der Alte)
- 1991: Insel der Träume: Eifersucht
- 1994: In dieser Stadt daheim
- 2003: Der zerbrochene Krug – (nach Der zerbrochne Krug von Heinrich von Kleist)

## Hörspiele
- 1951: Die Zeit und der Herr Adular Lehmann – Regie: Kurt Wilhelm
- 1952: Nicki und das Paradies in Gelb – Sprecher und Regie: Fritz Benscher
- 1955: Philemon und Baucis (Fassung des Bayerischen Rundfunks) – Regie: Walter Ohm
- 1955: Philemon und Baucis (Fassung des Nordwestdeutschen Rundfunks) – Regie: Fritz Schröder-Jahn
- 1957: Die Ballade vom halben Jahrhundert – Regie: Heinz-Günter Stamm
- 1959: Der starke Stamm – Regie: Edmund Steinberger
- 1961: Alle Macht der Erde – Regie: Heinz-Günter Stamm
- 1962: Raskolnikoff (nach dem Roman Schuld und Sühne von Fjodor Michailowitsch Dostojewski) – Regie: Hermann Wenninger
- 1964: Tod eines Königs – Regie: Heinz von Cramer
- 1966: Der arme Mann Luther – Regie: Hermann Wenninger
- 1969: Fettaugen – Regie: Walter Netzsch
- 1970: Denkzettel – Regie: Hermann Wenninger
- 1972: Der eingebildete Kranke (nach Der eingebildete Kranke von Jean Baptiste Molière) – Regie: Wolf Euba
- 2002: Der Pakt mit dem Dämon – Brüderlein und Schwesterlein – Regie: Buschi Luginbühl

## Auszeichnungen
- 1955: Gerhart-Hauptmann-Preis der Freien Volksbühne Berlin
- 1955: Hörspielpreis der Kriegsblinden für Philemon und Baucis
- 1957: Schiller-Förderungspreis Baden-Württemberg
- 1968: Goldener Bildschirm
- 1971: Silberne Nymphe Monte Carlo
- 1990: Bayerischer Poetentaler

## Nachlass
Der umfangreiche schriftliche Nachlass von Leopold Ahlsen wird im Literaturarchiv der Monacensia in München verwahrt und ist für die Forschung zugänglich.